# 노동자 협동조합
노동자협동조합(勞動者協同組合, worker cooperative)은 법인을 구성하는 노동자들이 법인을 소유하고 직접 경영에 참여하는 협동조합이다. 여기서 "경영 참여"는 다양한 방법으로 이루어질 수 있다.

## 같이 보기
- 시장사회주의
- 사원주주회사
- 생산수단의 사회화
- 생디칼리슴
- 경제민주주의
- 조합 (법률)
- 민주 교육
- 노동자 자주 경영
- 힐레어 벨럭
- G. K. 체스터턴
- 노엄 촘스키
- 존 스튜어트 밀
- 마이클 무어
- 로버트 오언
- 제임스 미드
- 에른스트 프리드리히 슈마허
- 릴런드 스탠퍼드
- 비어트리스 웹
- 윌리엄 푸트 화이트